# TechnoRoid
Technoroid（日語：テクノロイド）是一個日本的多媒體企劃，由CyberAgent、RUCCA、Avex Pictures以及作曲家上松範康所屬的音樂品牌Elements Garden合作。該項目2021年11月2日宣布啟動。
由WonderPlanet開發的手機游戏《Technoroid Unison Heart》於2022年1月21日在Android和iOS平台发布。由動畫工房制作的電視系列動畫《TechnoRoid 超越意志》於2023年1月5日凌晨在東京電視台首播，AlphaPolis網站於2023年1月5日發表自動畫衍生出的漫畫。

## 作品簡介
世界發生異常氣候，氣溫急遽上升，大部分的地面都遭到海水淹沒。世界統治機構「World Government」為了有效管理與經營人口減少的世界，鼓吹利用機器人或仿生人來處理人類勞務。
在某間郊區空屋內，沒有主人的四位仿生人鈷博特、矽、鉻洛姆、氖恩同住在一個屋簷下，因為沒有收到行動指令，因此從未外出工作賺錢，也近一年未繳納電費，即將面臨斷電危機。為了賺取電費，四人開始挑戰巴別塔進行表演。在第一次挑戰巴別塔的回家路上，與天才男孩芝浦繪空發生命運般的邂逅，四人體內的特殊程序「kokoro」被激活，從此通往人類和機器人未來的未知之門打開了。
本作以機器人、彷生人的歌舞表演為主題，在挑戰巴別塔的過程中，仿生人進而產生自己的自我意志，擁有自己的「心」、感情、想法，以及探討整體社會中對於人類和機器人、彷生人的對立問題。

## 設定說明
巴別塔
每通過一層樓就能夠得到獎金，樓層越高難度越高獎金也跟著提高，達到最頂層時，可以要求世界政府完成自己的願望，這是世界政府沒有對外界說出來的事情，但提出的願望如果是殺人或其他奇怪的願望是無法實現的。總共5層樓，透過VR裝置讓觀眾進行線上評分，觀眾也可以到現場觀看演出。
彷生人
很像人類的機器人。
鑽石街
治安不好，常發生犯罪事件的區域，有許多機器人反對派的人們居住在此。

## 角色介紹
- 角色名稱記載方式－以「仿生人名／本名」的方式記載。

### KNoCC（ノックス）
機器人4人組登塔者。向着巴別塔的頂峰奮戰。
鈷博特／櫻坂呼歌（Cobalt，聲：浦和希）
製造編號：CO-0728HS，製造日：7月28日，身高：172cm，體重：85kg，喜歡的事物：跳舞、有趣的事情，討厭的事物：困難的事情，職業：萬事屋。
本作主角之一，是以人類櫻坂呼歌為原型，由芝浦白秋製造出來的仿生人。符合親情特質，過去是芝浦繪空的家庭教師之一，關係非常親暱。是團體KNoCC的成員，重視家人。從外表年齡來看在四人裡排行第三，因此是三哥，希望氖恩叫自己哥哥，但從未成功過。過去還是人類的時候在孤兒院長大，長大後獨自生活，雖然賺的錢不多但都會捐錢給孤兒院。疑似是凱特、萊特、奈特三人的長腿叔叔。
鉻洛姆／倫道閒禱（Chrom，聲：涩谷慧）
製造編號：CR-0904HS，製造日：9月4日，身高：178cm，體重：88kg，喜歡的事物：數據收集，討厭的事物：知識行不通的事，職業：萬事屋。
本作主角之一，是以人類倫道閒禱為原型，由芝浦白秋製造出來的仿生人。符合見識、學問特質，過去是芝浦繪空的家庭教師之一，關係非常親暱。是團體KNoCC的成員，重視知識。從外表年齡來看在四人裡排行第二，因此是二哥。過去還是人類的時候頭腦聰明，跳級生，以榜首考進大學，由於家境貧困需要獎學金，在校期間專研學識並發表了許多論文。
硅／伊賀美奏路（Kei，聲：峰田大梦）
製造編號：SI-0111HS，製造日：1月11日，身高：182cm，體重：97kg，喜歡的事物：小動物和兒童，討厭的事物：麻煩事，職業：萬事屋。
本作主角之一，是以人類伊賀美奏路為原型，由芝浦白秋製造出來的仿生人。符合慈愛特質，過去是芝浦繪空的家庭教師之一，關係非常親暱。是團體KNoCC的成員，重視小孩子。從外表年齡來看在四人裡排行第一，因此是大哥。過去還是人類的時候是高人氣特技演員，從事面對孩子的工作，因兒時曾被虐待過，長大後對小孩子額外呵護。
氖恩／永星音流（Neon，聲：kayto）
製造編號：NE-0419HS，製造日：4月19日，身高：166cm，體重：77kg，喜歡的事物：無所事事，討厭的事物：喧鬧的事 ，職業：萬事屋。
本作主角之一，是以人類永星音流為原型，由芝浦白秋製造出來的仿生人。符合藝術、文化特質，過去是芝浦繪空的家庭教師之一，關係非常親暱。是團體KNoCC的成員，重視藝術，過去是知名的傳奇圖畫藝術家。從外表年齡來看在四人裡排行第四，因此是四弟。過去還是人類的時候，對藝術有獨特的觀點，在網路發布許多作品與演出，由於個性強烈遭遇過霸凌，因此獨立自主，並尊重每個人的特色。

### STAND-ALONE（スタンドアローン）
在巴别塔最頂層聞名於世的人氣登塔者。舞蹈表演震撼了巴别塔，吸引了無數觀眾。
凱特／一ツ橋海翔（Kite，聲：古川慎）
製造編號：KA-1214ES，製造日：12月14日，身高：180cm，體重：93kg，喜歡的事物：唱歌，討厭的事物：妥協、半途而廢，職業：酒吧經營。
動畫劇情：是一名人類，討厭機器人，討厭的原因是自己和家人們曾經出過一場車禍，導致親生父母死亡，妹妹受重傷，妹妹的身體因此有了重大疾病，而在當時那場車禍的駕駛人是一名機器人。喜歡站在舞台上演出，是團體STAND-ALONE的成員。在孤兒院認識萊特、奈特，曾受過長腿叔叔的幫助。經營一家酒吧，酒吧在成為頂尖登塔者之前就已經存在，會把從酒吧賺到的錢捐給孤兒院，鑽石街的人視他為英雄。
萊特／北ノ丸光灯（Light，聲：萩谷慧悟）
製造編號：LI-0202ES，製造日：2月2日，身高：170cm，體重：80kg，喜歡的事物：閃閃發光的東西，討厭的事物：保持安靜，職業：調酒師。
動畫劇情：是一名人類，與奈特為雙胞胎兄弟。是團體STAND-ALONE的成員。凱特的酒吧員工。在孤兒院認識凱特，曾受過長腿叔叔的幫助。會把從酒吧賺到的錢捐給孤兒院，鑽石街的人視他為英雄。
奈特／北ノ丸夜灯（Night，聲：梶原岳人）
製造編號：NA-0202ES，製造日：2月2日，身高：170cm，體重：80kg，喜歡的事物：復古的東西，討厭的事物：華而不實的東西，職業：調酒師。
動畫劇情：是一名人類，與萊特為雙胞胎兄弟。是團體STAND-ALONE的成員。凱特的酒吧員工，在孤兒院裡面認識凱特，曾受過長腿叔叔的幫助。會把從酒吧賺到的錢捐給孤兒院，鑽石街的人視他為英雄。

### メカニカメタリカ
以「讓人微笑」為目的，挑戰巴別塔表演的登塔者。
Silve（聲：榎木淳弥）
製造編號：AG-0813WG，製造日：8月13日，身高：179cm，體重：100kg，喜歡的事物：人們的笑臉 ，討厭的事物：悲傷的表情，職業：無業。
簡單而誠實。想到就立即行動的魯莽類型。 另一方面，因精力過剩而惹麻煩被周圍人訓斥的情況也很多。不管如何他都受到人們的愛戴，並擁有推動團隊前進的強大力量。以「讓人們微笑」為目標，把全部精力投入到巴別塔的表演中。
Auru（聲：大塚剛央）
製造編號：AU-0813WG，製造日：8月13日，身高：170cm，體重：85kg，喜歡的事物：充電、遊戲，討厭的事物：麻煩事，職業：無業。
昏昏欲睡且不友善。基本上沒有幹勁，很容易因爲消極的想法呆在家裡，但常被周圍個性化的環境影響而被牽著走。雖然是在某種程度上被強制加入這個團隊，但並非完全沒有興趣，團隊的頭腦擔當，負責歌曲製作和規劃巴別塔發展戰略。
Lana（聲：杉林晟人）
製造編號：PT-1017WG，製造日：10月17日，身高：170cm，體重：80kg，喜歡的事物：製作服裝、幫別人搭配，討厭的事物：喜歡的事被嘲笑，職業：服裝製作。
雖然調皮但心思縝密、沉着冷静，自然而然地成為了充滿個性的團隊的協調員。喜歡照顧朋友。喜歡自己設計和製作衣服，受到シルバ的邀請加入團隊。熱衷於在巴別塔展現自己製作的衣服。機器殺手，常弄壞各種家電，比如裁縫機、咖啡機等等。
Zin（聲：仲村宗悟）
製造編號：ZN-1001HM，製造日：10月1日，身高：182cm，體重：100kg，喜歡的事物：聞起來很香的東西，討厭的事物：汽油味  ，職業：小吃攤。
言行悠閒的神奇角色，不怎麼在意細節。有旅行癖，一有興趣就會到處亂跑。夢想是有一天開一家自己的餐廳，但他的味覺傳感器有問題，只能做出外觀和香氣很好但卻不好吃的料理，所以進展不順利。但泡的茶非常好喝。(他自己調製的香料是導致料理不好吃的元兇，只要按照食譜製作料理就沒問題。)被路過的シルバ邀請加入團隊，目的是籌集資金在巴別塔開餐廳。

### フランキー♡ノット
追求「可愛」而迅速走紅的登塔者。作為登塔遊樂園的工作人員，每天都在努力工作。
弗蘭（Fran，聲：小林大紀）
製造編號：FR-0303HL，製造日：3月3日，身高：150cm，體重：70kg，喜歡的事物：可愛的東西，討厭的事物：不可愛的東西，職業：遊樂園裡的咖啡館服務員。
對「可愛」有著特殊意識，在提高「可愛」方面有著不允許妥協的堅忍一面。在登塔遊樂園擔任咖啡館服務員，得到部分粉絲的狂熱支持。
海德（Hyd，聲：重松千晴）
製造編號：HY-0505HL，製造日：5月5日，身高：152cm，體重：75kg，喜歡的事物：帥氣的東西，討厭的事物：被稱為小傢伙，職業：表演場地的表演者。
活潑好動的調皮男孩，理想是變成帥氣有男子氣概。被周圍的人評價說「可愛」，但他自己卻無法接受。在登塔公園的表演場地工作，用得意的雜技讓觀眾驚嘆不已。
Lim（聲：草野太一）
製造編號：HE-0629HL，製造日：6月29日，身高：148cm，體重：72kg，喜歡的事物：水母，討厭的事物：與人交談，職業：遊樂園水族館工作人員。
性格膽小、孤僻、安靜。不太喜歡自己，很欣賞能夠表現得自信的弗蘭和海德。可以使用特殊功能「光學迷彩」，有著在受到驚嚇時會隱身的壞習慣。在登塔公園的水族館擔任導航員，對「魚類」很有研究。

### D.M.A.
曾經是內行人都知道的強勁的登塔者，卻突然從巴別塔消失了。
博拉（Bora，聲：濱野大輝）
製造編號：PD-0321WG，製造日：3月21日，身高：185cm，體重：105kg，喜歡的事物：銀飾品，討厭的事物：人類、警察，職業：偵探。
冷静、好鬥、直言不諱，但有正義感很強的一面。職業是偵探，在「BXR偵探事務所」活動。熟悉裏社會的信息，親眼目睹了其中人類的骯髒的一面，對人類變得徹底的厭惡。
Xyo（聲：鹽口量平）
製造編號：OX-1123XX，製造日：11月23日，身高：180cm，體重：101kg，喜歡的事物：遊戲、動畫、漫畫，討厭的事物：凌亂的房間，職業：偵探助手。
由於溫柔善良的性格，對周圍的行動過於在意所以經常會感到辛苦。由於某種原因，與博拉相遇並開始在「BXR偵探事務所」工作。主要負責文書及雜務工作。
Rhodi（聲：小林龍之）
製造編號：RH-0615XX，製造日：6月15日，身高：169cm，體重：79kg，喜歡的事物：博拉，討厭的事物：博拉的敵人、富人，職業：偵探助手。
脾氣暴躁，基本上氣勢洶洶。在「BXR偵探事務所」擔任助理。很尊敬博拉，對他言聽計從，為了幫上忙每天都在努力工作。

### 機関紳士（からくりしんし）
神秘的登塔者。誰也沒見過他參加巴別塔的場面。
諾貝爾（Nobel，聲：野島健兒）
製造編號：未知，製造日：11月10日，身高：177cm，體重：87kg，喜歡的事物：爵士樂和紅茶，討厭的事物：沒有品位的東西，職業：黑暗大師。
以芝浦白秋為原型並由他本人製造出來的協助型仿生人。會以不同的樣貌出現幫助KNoCC，讓他們的心成長，知道很多關於他們四個人過去的事情。是充滿神秘感的角色。
魯瑪（Ruma，聲：土岐隼一）
製造編號：GE-0530RN，製造日：5月30日，身高：170cm，體重：84kg，喜歡的事物：日式甜點、茶，討厭的事物：忙碌，職業：諾貝爾的助手。
按照自己的節奏行事，很悠閒自在。作爲諾貝爾的助手，有著出色的技術。不管怎麼修理都無法解決方向感差的問題，常銷聲匿跡。
Einsatz（聲：熊谷健太郎）
製造編號：ES-0406RN，製造日：4月6日，身高：177cm，體重：91kg，喜歡的事物：成為對主人有用的人，討厭的事物：沒有明確答案的問題，職業：諾貝爾的助手。
由諾貝爾和鲁瑪製造出來的最高傑作機器人。作爲執事規格非常高，雖然能完全執行所賦予的任務，但由於「kokoro」不發達，與其他機器人相比他的情感表達能力很薄弱。

### 天地（あめつち）
（聲：花倉桔道）
製造編號：CN-1224MB，製造日：12月24日，身高：150cm，體重：75kg，喜歡的事物：能讓人快樂的事物，討厭的事物：暴力，職業：未知。
性格溫柔單純，真誠對待每個人，雖然外表年輕但語氣溫和舉止沉穩，因為過去生活的環境脫離世俗有不諳世事的一面。 偶爾會表現出與外表相符的好奇心和活潑，讓周圍的人感到驚訝。夢想建立一個人類和機器人平等生活的社會，將此做為自己的目標。
（聲：笠間淳）
製造編號：SC-0715MB，製造日：7月15日，身高：190cm，體重：110kg，喜歡的事物：照顧コヨミ，討厭的事物：對コヨミ有敵意的事物，職業：未知。
擔任コヨミ的侍從的機器人。乍一看給人一種冷漠和陰森的印象，但本人彬彬禮貌，心地善良。無比珍視コヨミ，深深敬愛著他。只是擔心過度，有過度保護的一面。由於他是為了保護コヨミ而被製造的機器人，所以戰鬥能力很高。
（聲：橘龍丸）
製造編號：MT-0915MP，製造日：9月15日，身高：173cm，體重：90kg，喜歡的事物：コヨミ，討厭的事物：機器人反對派的人類，職業：未知。
擔任コヨミ的侍從的機器人。目光銳利，言行粗暴，但因為コヨミ告訴他要和大家和睦相處，所以他努力做到最好。試圖對コヨミ使用禮貌用語，但經常失敗，最後變成奇怪的敬語。因為對人類懷有難以抑制的敵意，所以與人類保持一定的距離。

### 其他角色
芝浦繪空（Shibaura Esora，聲：田村睦心）
是一名人類。13歲，是一名性格溫和善良且頭腦聰明的天才，跳級就讀大學。親生父母在他還是嬰兒時就出車禍去世了，之後被芝浦白秋收養，雖然與養父沒有血緣關係但很喜歡自己的養父，為了更接近養父開始學習機器人相關學科，在養父生病去世後，與鈷博特、鉻洛姆、矽、氖恩相遇並搬過去居住在一起，為他們團體取名為KNoCC，意思是能夠觸動人心，是讓鈷博特、鉻洛姆、矽、氖恩啟動內部程式「kokoro」的重要角色。
艾麗莎（Eliza，聲：濑户麻沙美）
是以人類艾麗莎為原型設計出來的特殊AI助理，沒有實體以全息影像現身。過去他還是人類的時候，是某研究大學的學生也是芝浦白秋的助手，是繪空的親生母親，與丈夫一起在車禍中死亡。
芝浦白秋（Shibaura Hakushu，聲：桐本拓哉）
是一名人類。研究機器人的博士，是機器人技術的世界權威，仿生人最早的製造者，也是繪空的養父。經常忙碌於工作很少陪伴繪空，未能與繪空建立起親密的親子關係就病倒去世了，只留下一封電子信。信的內容是要繪空送到某個地方，但記錄資料出了問題，直到後來在諾貝爾的幫助下得知地點就是KNoCC居住的房屋，信裡還包含了繪空小時候和養父一起在某個公園玩的錄像，這封信是推動劇情發展的重要物品。深愛著艾麗莎，在艾麗莎和別人結婚後瘋狂研發AI艾麗莎，想複製出和人類艾麗莎一樣的存在，在研發期間創造出了「kokoro」系統。為了將養子繪空培養成優秀的人，將被機器人反對派製造的爆炸波及而受重傷(生還率63%)的KNoC四人製作成仿生人。

## 電視動畫

### 主題曲
片頭曲「LOVE NO HATE」
作词：RUCCA，作曲：上松范康（Elements Garden），编曲：菊田大介（Elements Garden），演唱：KNoCC，第1集作为插曲。
片尾曲「インヴィジブル -one heart-」
作词：RUCCA，作曲：菊田大介（Elements Garden），编曲：竹田祐介（Elements Garden），演唱：KNoCC、STAND-ALONE。
插曲「Bring it on」
作词：RUCCA，作曲、编曲：菊田大介（Elements Garden），演唱：STAND-ALONE，第1集及第7集有播出。
插曲「IDempty」
作词：RUCCA，作曲、编曲：菊田大介（Elements Garden），演唱：STAND-ALONE，第2集有播出。
插曲「願いのチカラ」
作词：RUCCA，作曲：菊田大介（Elements Garden），编曲：岩橋星實，演唱：KNoCC，第3集有播出。
插曲「Joying」
作词：RUCCA，作曲、编曲：竹田祐介，演唱：KNoCC，第4集有播出。
插曲「So Long＆Long For」
作词：RUCCA，作曲、编曲：菊田大介（Elements Garden），演唱：KNoCC，第5集有播出。
插曲「ライクメッセージ」
作词：RUCCA，作曲、编曲：岩橋星實，演唱：KNoCC，第6集有播出。
插曲「ELSE」
作词：RUCCA，作曲、编曲：竹田祐介，演唱：KNoCC，第7集有播出。
插曲「Can you beat that」
作词：RUCCA，作曲、编曲：菊田大介（Elements Garden），演唱：KNoCC，第8集有播出。
插曲「STORMS」
作词：RUCCA，作曲：菊田大介（Elements Garden），编曲：竹田祐介，演唱：STAND-ALONE，第12集播出。
插曲「LOVE KNoCC HEART」
作词：RUCCA，作曲：上松範康，编曲：菊田大介（Elements Garden），演唱：KNoCC，第12集播出。

### 各話列表
| 話數 | 劇本       | 分鏡               | 演出           | 作畫監督 | 总作画监督         | 首播日期      |
| ---- | ---------- | ------------------ | -------------- | --- | ------------------ | ------------- |
| 1    | 關根亞由實 | 林嘉姬             | 林嘉姬         | 曾我篤史、平塚知哉、立口德孝                                                                                          | 崎口紗織           | 2023年 1月4日 |
| 2    | 關根亞由實 | 林嘉姬             | 林嘉姬         | 石井舞、立口德孝、曾我篤史、山本蓮、、平塚知哉                                                                        | 谷口淳一郎         | 1月11日       |
| 3    | 小川瞳     | 古川博明、鎌倉由實 | 村田尚樹       | 韓承熙、魏旭龍 | 崎口紗織           | 1月18日       |
| 4    | 高山克彥   | 古川博明           | 辻紗耶佳       | 壽門堂 | 谷口淳一郎         | 1月25日       |
| 5    | 永井千晶   | 瀨藤健嗣           | 守田芸成       | 立口德孝、平塚知哉、中林蘭子、曾我篤史                                                                                | 曾我篤史           | 2月1日        |
| 6    | 小川瞳     | 齊藤哲人           | 進藤陽平       | 石井舞、平塚知哉、中本尚、小倉寛之                                                                                    | 不適用             | 2月8日        |
| 7    | 高山克彥   | 瀨藤健嗣           | 藏本穗高       | 曾我篤史、立口德孝、平塚知哉、川本由記子                                                                              | 曾我篤史           | 2月15日       |
| 8    | 關根亞由實 | 古川博明、林嘉姬   | 中村肇         | PARK.SY、CHO.SO、KIM.CS、立口德孝                                                                                     | 曾我篤史、平塚知哉 | 3月1日        |
| 9    | 永井千晶   | 鈴木萌             | 鈴木萌         | 石井舞、中本尚、山本蓮雄、本谷愛、南部廣海                                                                            | 崎口紗織           | 3月8日        |
| 10   | 高山克彥   | 室谷靖             | 林嘉姬、原口浩 | 曾我篤史、立口德孝、平塚知哉 山本蓮雄、小倉寛之、山本悦子 歩宇、本谷愛、南部廣海 中本尚、伊澤珠美、松下郁子、崎口紗織 | 曾我篤史           | 3月15日       |
| 11   | 小川瞳     | 日色如夏           | 日色如夏       | 石井舞、山本悦子、小倉寛之 平塚知哉、南部廣海、服部未夢 立口德孝、、曾我篤史 山本蓮雄、DR MOVIE、崎口紗織             | 崎口紗織           | 3月23日       |
| 12   | 關根亞由實 | 岡宗次郎           | 林嘉姬         | 永田杏子、山本蓮雄、南部廣海 立口德孝、曾我篤史、小倉寛之 中本尚、、平塚知哉 本谷愛、服部未夢、八木佐織、崎口紗織     | 崎口紗織           | 3月30日       |

## 外部連結
- 官方網站 （页面存档备份，存于）（日語）
- 動畫官方網站 （页面存档备份，存于）（日語）
- 官方Twitter （页面存档备份，存于）（日語）
- 遊戲官方Twitter （页面存档备份，存于）（日語）
- Instagram公式（日語）
- TikTok公式 （页面存档备份，存于）（日語）
- YouTube公式 （页面存档备份，存于）（日語）